# Rens Dekkers
Rens Dekkers (Beverwijk, 29 november 1981) is een voormalige Nederlandse atleet, die gespecialiseerd was in de lange afstand. Zijn sterkste onderdeel was de marathon. Tweemaal won hij een bronzen medaille op het Nederlands kampioenschap marathon.

## Biografie
In 2006 debuteerde Dekkers op de marathon bij de marathon van Rotterdam. Hij finishte in 2:25.14 en won hiermee tevens een bronzen medaille op het NK marathon. Zijn sterkste jaar beleefde hij in 2010. Hij verbeterde zijn persoonlijk record op de marathon tot 2:17.10 en veroverde hiermee tevens zijn tweede bronzen medaille op het NK. In het algemeen klassement behaalde hij hiermee een zestiende plaats. Later dat jaar werd hij dertiende op de EK marathon in Barcelona. Hij was de snelste Nederlander en finishte een plek voor Hugo van den Broek. In 2012 liep hij een persoonlijk record op de halve marathon. Opmerkelijk is dat dit op de doorgaans zware strandrace gebeurde, namelijk de halve marathon van Egmond. Dat hij op het strand goed uit de voeten kan, bewees hij ook in 2013 door de halve marathon van Texel te winnen.
In 2014 nam hij afscheid bij de Dam tot Damloop. Hij liet optekenen: "Ik had naar Zürich gewild en dat heb ik niet gehaald. Ik ga geen persoonlijke records meer lopen, en zal ook niet meer in de buurt komen van die tijden. Niets gaat het meer mooier maken".
Dekkers was aangesloten bij AV Hera en Team Distance Runners.

## Persoonlijke records
Baan
| Onderdeel | Prestatie | Datum        | Plaats         |
| --------- | --------- | ------------ | -------------- |
| 3000 m    | 8.47,53   | 15 juni 2012 | Castricum      |
| 5000 m    | 14.42,66  | 31 juli 2004 | Heusden-Zolder |
| 10.000 m  | 31.55,49  | 17 mei 2012  | Emmeloord      |

Weg
| Onderdeel      | Prestatie | Datum             | Plaats         |
| -------------- | --------- | ----------------- | -------------- |
| 10 km          | 30.25     | 6 september 2009  | Tilburg        |
| 15 km          | 47.32     | 21 november 2010  | Nijmegen       |
| 10 Eng. mijl   | 50.41     | 18 september 2011 | Zaandam        |
| halve marathon | 1:06.13   | 8 januari 2012    | Egmond aan Zee |
| 25 km          | 1:27.23   | 6 mei 2012        | Berlijn        |
| 30 km          | 1:42.20   | 11 februari 2007  | Schoorl        |
| marathon       | 2:17.10   | 11 april 2010     | Rotterdam      |

## Palmares

### 3000 m
- 2003:  Memorial Leon Buyle - 8.40,60

### 5000 m
- 2011:  Gert Rasschaert Memorial - 14.58,84
- 2012: 19e NK - 15.34,32

### 10.000 m
- 2012: 9e NK - 31.55,49

### 15 km
- 2010: 4e Zevenheuvelenloop - 47.32

### 10 Eng. mijl
- 2011: 4e Hemmeromloop - 52.31
- 2014: 57e Dam tot Damloop - 1:01.12

### halve marathon
- 2005: 5e Groet uit Schoorl Run - 1:10.30
- 2006: 17e halve marathon van Egmond - 1:07.14
- 2007: 17e halve marathon van Egmond - 1:09.07
- 2008: 14e halve marathon van Egmond - 1:07.35
- 2008: 21e City-Pier-City Loop - 1:07.15
- 2010: 24e City-Pier-City Loop - 1:05.25
- 2010: 4e Marquetteloop - 1:08.55
- 2010: 4e NK in Breda - 1:09.17 (9e overall)
- 2011: 5e NK in Breda - 1:08.08 (13e overall)
- 2012: 19e halve marathon van Egmond - 1:06.13
- 2013: 48e City-Pier-City Loop - 1:08.41
- 2013:  halve marathon van Texel - 1:14.20
- 2013: 8e NK in Venlo - 1:08.06 (21e overall)
- 2014: 19e Venloop - 1:09.22

### marathon
- 2006:  NK in Rotterdam - 2:25.14 (26e overall)
- 2006: 23e marathon van Amsterdam - 2:22.43
- 2007: 10e marathon van Enschede - 2:27.16
- 2007: 25e marathon van Amsterdam - 2:19.53,7
- 2009: 5e NK in Amsterdam - 2:18.03,7 (21e overall)
- 2010:  NK in Rotterdam - 2:17.10 (16e overall)
- 2010: 13e EK in Barcelona - 2:22.03
- 2011: 4e marathon van Utrecht - 2:19.44
- 2011: 19e marathon van New York - 2:22.48
- 2012: 31e marathon van Rotterdam - 2:19.33
- 2012: 20e marathon van Amsterdam - 2:17.19
- 2014: 33e marathon van Rotterdam - 2:25.04,5

### veldlopen
- 2001: 4e Internationale Sprintcross U23 in Breda - 32.34
- 2002:  Internationale Geminicross U23 in Breda - 31.39
- 2010:  Pallas Papendal Cross in Arnhem - 26.13
- 2011: 8e NK in Hellendoorn - 41.07